# Province de Contumazá

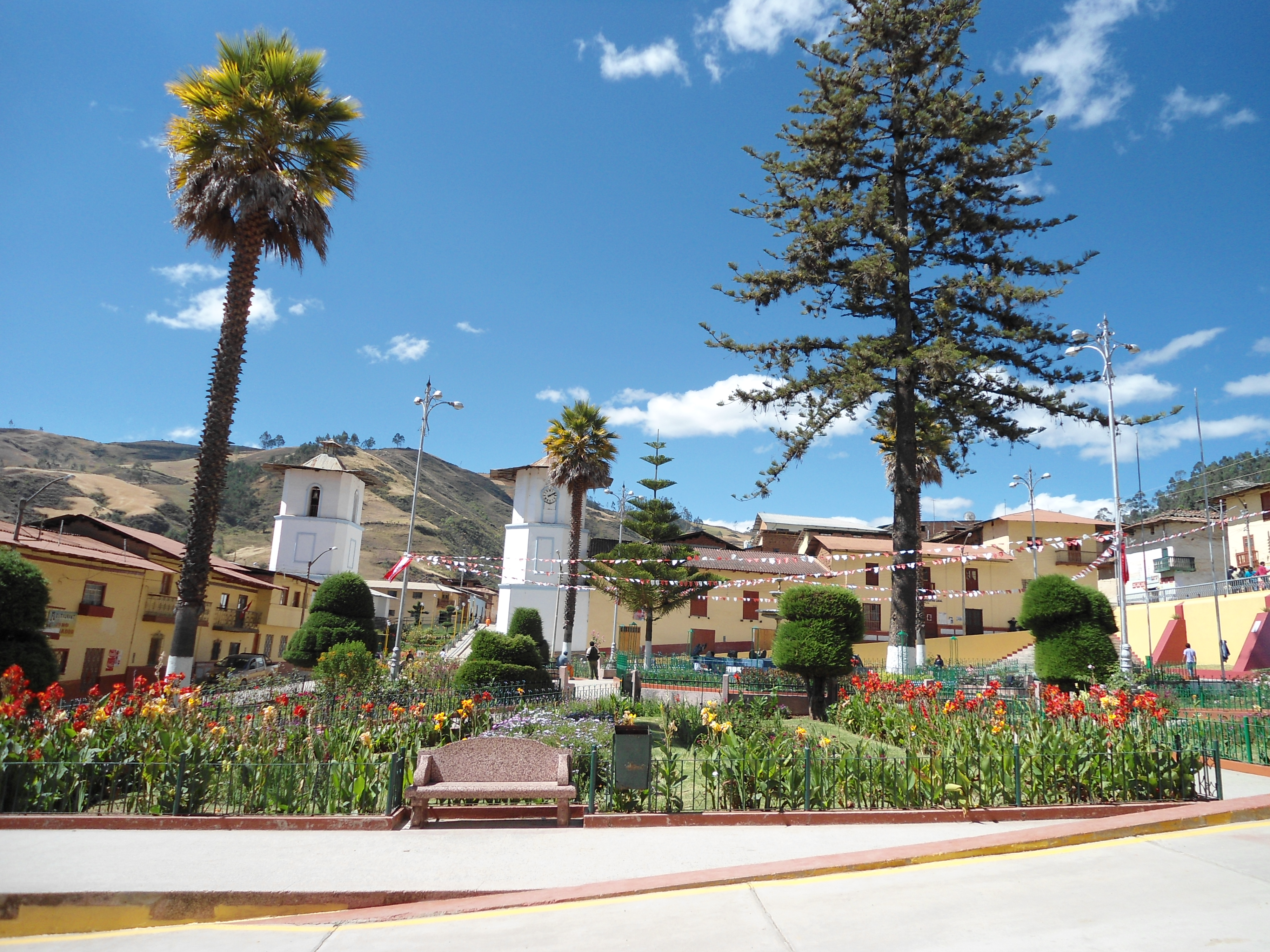
La ville de Contumazá

La province de Contumazá (en espagnol : Provincia de Contumazá) est l'une des treize provinces de la région de Cajamarca, au nord-ouest du Pérou. Son chef-lieu est la ville de Contumazá. Elle fait partie du diocèse de Cajamarca.

## Géographie
La province couvre une superficie de 2 070,33 km2. Elle est limitée au nord par la province de San Miguel et la province de San Pablo, à l'est par la province de Cajamarca, au sud et à l'ouest par la région de La Libertad.

## Population
La population de la province s'élevait à 31 369 habitants en 2007.

## Subdivisions
La province de Contumazá est divisée en huit districts :
- Chilete
- Contumazá
- Cupisnique
- Guzmango
- San Benito
- Santa Cruz de Toledo
- Tantarica
- Yonán